# Тейлор, Ричард (генерал)
Ричард Тейлор (англ. Richard Taylor) (27 января 1826 — 12 апреля 1879) — американский плантатор и генерал армии Конфедерации в годы гражданской войны. Он был сыном президента США Закари Тейлора и первой леди Маргарет Тейлор. Его сестра Сара была женой президента Конфедерации Джефферсона Дэвиса.

## Ранние годы
Ричард Тейлор родился на фамильной плантации «Спрингфилд» около Луисвилла, штат Кентукки, в семье полковника Закари Тейлора (будущего президента США) и Маргарет Маккол Смит. Его назвали в честь деда по отцу, вирджинца Ричарда Ли Тейлора, участника войны за Независимость. У Ричарда было пять сестер: Маргарет Смит, Энн Мэкэлл, Сара Кнокс, Октавия Пэнелл и Мэри Элизабет Тейлор. Его детство прошло на западных границах, поскольку его отец был военным и служил в различных фортах, где его семья жила вместе с ним. В юности посещал частные школы в Кентукки и Массачусетсе. В 1835 году сестра Сара Кнокс вышла замуж за Джефферсона Дэвиса, но умерла в том же году.
Ричард Тейлор начал учиться в Гарвардском университете, затем продолжил обучение в Йеле, который окончил в 1845 году. В Йеле был членом тайного общества «Череп и кости». В университете его в основном интересовали книги по военной истории. Во время американо-мексиканской войны служил военным секретарем при своем отце.
Оставив военную службу по состоянию здоровья (он болел ревматоидным артритом), Ричард взялся за управление фамильной хлопковой плантацией в округе Джефферсон, штат Миссисипи. В 1850 году он убедил отца (который был избран президентом в 1848 году) купить большую плантацию сахарного тростника «Fashion» в приходе Сен-Чарльз в штате Луизиана. Он унаследовал её после смерти отца в июле 1850 года.
10 февраля 1851 года Ричард Тейлор женился на Луизе Мэри Мирте Бринджир (-1875), коренной луизианке и дочери знатной французской креолки Аглаи Бринджир. У Ричарда и Мэри было пятеро детей: два сына и три дочери: Ричард, Закари, Луиза, Элизабет и Мирта. Оба сына умерли от скарлатины во время гражданской войны. Болезнь коснулась и родителей.

## Гражданская война
Когда началась гражданская война, Тейлора вызвал в Пенсаколу Брэкстон Брэгг, который был знаком с Тейлором ещё до войны и надеялся, что познания Тейлора в военной истории помогут ему в организации и тренировке армии Юга. Тейлор был противником сецессии, но принял приглашение. Президент Дэвис позже заметил, что солдаты из Пенсаколы были натренированы лучше всех солдат Конфедерации. В Пенсаколе Тейлор получил звание полковника 9-го луизианского пехотного полка. Солдаты сами выбрали его полковником, надеясь, что из-за его связей с президентом полк будет быстрее отправлен на войну. Полк отправили в Ричмонд, а оттуда — под Манассас. Ричард не успел принять участие в первом сражении при Булл-Ран, его полк прибыл на поле боя уже после завершения боевых действий.
В конце года его полк был сведен с 6-м, 7-м и 8-м луизианскими полками в одну бригаду, которую поручили джорджианцу Уильяму Уокеру. Позже он вспоминал, что в лагерях постоянно случались эпидемии заразных болезней вроде свинки или коклюша, и если городские жители уже переболели этими болезнями в детстве, то его солдаты-луизианцы были набраны из провинции, где семьи живут почти изолированно, и иммунитета к этим болезням не имели.
21 октября 1861 года пришел приказ о присвоения Тейлору звания бригадного генерала. Тейлора очень смутило это назначение, поскольку он был самым молодым полковником в бригаде и не имел боевого опыта, поэтому опасался, что назначение будет истолковано как фаворитизм со стороны президента. Он лично отправился в Ричмонд, чтобы отказаться от назначения, но Джефферсон Дэвис не принял его отставки. Вскоре к бригаде Тейлора добавили трехротный батальон луизианцев майора Уита, известный как «Луизианские тигры». Это были люди, набранные на окраинах Нового Орлеана, хорошо проявившие себя в сражении под Бул-Раном, но неорганизованные и неуправляемые. Скоро некоторые из них попали под трибунал, который приговорил их к расстрелу — это была первая казнь за воинской преступление в Северовирджинской армии.
Луизианская бригада Тейлора была включена в дивизию Ричарда Юэлла во время кампании Джексона в долине Шенандоа. Генерал Джексон использовал луизианцев Тейлора в качестве ударной силы, в основном для фланговых маневров. Бригада участвовала в сражении про Фронт Роял (23 мая), в первом сражении при Винчестере (25 мая) и в сражении при Порт-Репаблик 9 июня. При Порт-Репаблик именно бригада Тейлора сумела взять штурмом артиллерийскую батарею противника, что решило исход сражения. После окончания кампании Тейлор отправился вместе с Джексоном на вирджинский полуостров.
Во время кампании на полуострове он снова заболел ревматоидным артритом и пропустил несколько сражений, в том числе сражение при Гэинс-Милл, где погиб его заместитель, Исаак Сеймур.
28 июня 1862 года Тейлору было присвоено звание генерал-майора, и он стал самым молодым генерал-майором Конфедерации. Его отправили в Луизиану для мобилизации войск дистрикта Западная Луизиана — части Трансмиссисипского департамента. После рекрутской службы Тейлор был назначен командующим дистриктом Западная Луизиана, поскольку губернатор штата, Томас Овертон Мур нуждался в опытном офицере для организации обороны штата, который в то время подвергался частым атакам федеральной армии. Как раз весной 1862 года федералы разграбили плантацию «Fashion», принадлежащую Тейлору.
Тейлор застал дистрикт совершенно беззащитным. Он постарался сделать все возможное, при своих ограниченных ресурсах, и первым делом назначил грамотных подчиненных — ветерана пехотных войск Альфреда Моутона и ветерана кавалерии Томаса Грина.
В 1863 году Тейлор командовал своими войсками в небольших стычках в нижней Луизиане — в частности, в сражении при Форт-Бисланд и в сражении при Ириш-Бенд. Ему пришлось действовать против Натаниэля Бэнкса, который стремился установить контроль над протокой Байю-Теч и Порт-Гудзоном. Бэнксу удалось вытеснить Тейлора из Луизианы и осадить Порт-Гудзон. Тогда Тейлор разработал план по возвращению протоки Байю-Теч, захвату Нового Орлеана и снятию осады Порт-Гудзона.

### Сражения за Новый Орлеан
План Тейлора состоял в том, чтобы отправиться вниз по Байю-Теч, захватывая федеральные аванпосты и склады, затем захватить Новый Орлеан и тем самым отрезать армию Бэнкса от баз снабжения. План был одобрен военным секретарем Седданом и президентом Дэвисом, но непосредственный командир Тейлора, генерал Кирби Смит решил, что важнее помочь осажденному Виксбергу, действуя на луизианской стороне реки Миссисипи. Тейлор выступил из Александрии и прибыл в Ричмонд, где соединился с техасской дивизией Джона Уолкера. Тейлор приказал Уолкеру атаковать федералов в двух местах на берегу Миссисипи. Это привело к сражениям при Милликенс-Бенд и Янг-Пойнт, которые сорвали планы Тейлора. У Милликенс-Бенд первоначально удалось достичь успеха, но южанам пришлось отступить, когда по их позициям открыла огонь корабельная артиллерия.
После сражений Тейлор направил свою армию к Байю-Теч. Оттуда он захватил Брашер-Сити, где его армии досталось огромное количество оружия и припасов. Он подошел к предместьям Нового Орлеана, который обороняли новобранцы генерала Уильяма Эмори, но когда он встал лагерем и приготовился к атаке, пришла весть о падении Порт-Гудзона. Оказавшись под угрозой окружения, Тейлор отвел войска назад.

### Кампания Ред-Ривер

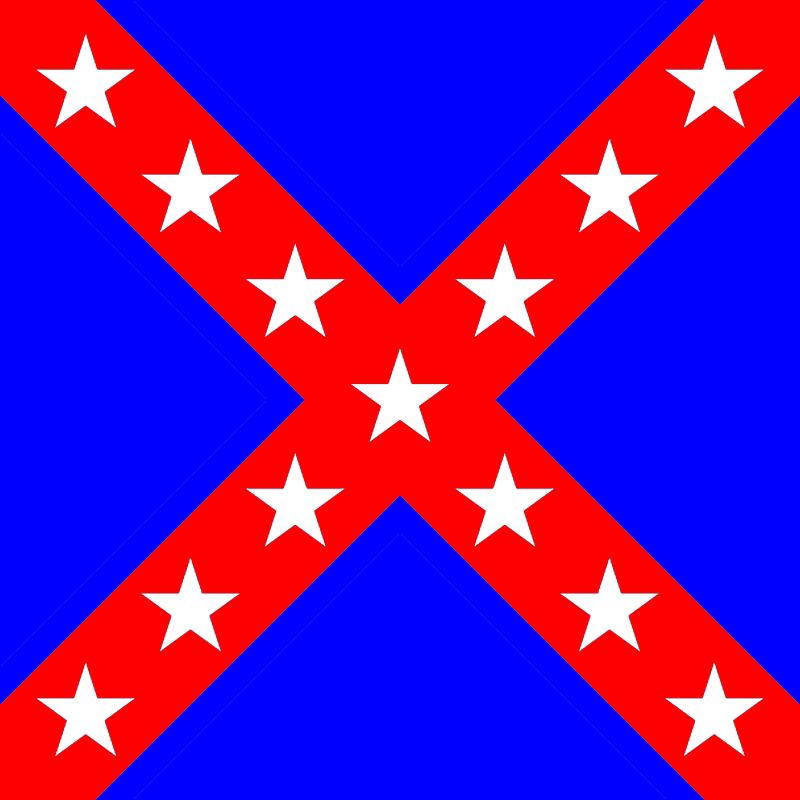
Флаг армии Тейлора

В марте 1864 года федеральная армия начала кампанию с целью захватить долину реки Ред-Ривер, разбить армию Эдмунда Смита и отрезать Конфедерацию от Техаса. Ричард Тейлор, командуя только частью сил Конфедерации в этом регионе, сумел разбить противника при Мансфилде, чем сорвал планы кампании. В последующем сражении при Плезант-Хилл ему не удалось победить, но федеральный генерал Натаниэль Бэнкс все равно вынужден был отступать. Тейлор получил благодарность Конгресса Конфедерации за свои действия. Однако, в этих боях погибли оба его подчиненных: Альфред Моутон и Томас Грин. 8 апреля 1864 года Тейлор получил звание генерал-лейтенанта, хотя и запрашивал отставки в связи с разногласиями, возникшими между ним и генералом Эдмундом Смитом.
Впоследствии Тейлор командовал департаментом Алабама и Миссисипи и руководил обороной порта Мобил в Алабаме. И все же 5-го августа Мобил пал. После неудач генерала Худа в Теннесси Тейлор был назначен командующим Теннессийской армией. 8 мая 1865 года он сдался генералу Эдварду Кэнби со всеми войсками своего департамента в Ситронелле (Алабама) — это была последняя крупная армия, капитулировавшая к востоку от реки Миссисипи. Тейлор был отпущен через три дня.

## Послевоенная деятельность
После войны Тейлор написал мемуары «Destruction and Reconstruction» — один из наиболее авторитетных источников по истории гражданской войны. Он посещал Вашингтон для ходатайства за Джефферсона Дэвиса перед президентом Эндрю Джонсоном, а также долго был политическим противником реконструкции юга. Он умер в Нью-Йорке и похоронен на кладбище Метейри в Новом Орлеане.
Современники, подчиненные и друзья Тейлора впоследствии часто вспоминали о его военных способностях. Генерал Форрест писал, что «Если бы у нас было больше таких, как он, мы бы давно разбили янки». Один его друг писал, что «Дик Тейлор был прирожденным солдатом. Наверное ни один гражданский в его время не имел таких глубоких познаний в искусстве войны». С Тейлором часто советовались Томас Джексон и Ричард Юэлл.